# آيت بوهو (آيت اعمر وعلي)
آيت بوهو هو دُوَّار يقع بجماعة مجمع الطلبة، إقليم الخميسات، جهة الرباط سلا القنيطرة في المملكة المغربية. ينتمي الدوّار لمشيخة آيت اعمر وعلي التي تضم 3 دواوير. يقدر عدد سكانه بـ 4286 نسمة حسب الإحصاء الرسمي للسكان والسكنى لسنة 2004.

## وصلات خارجية
- البوابة الوطنية للجماعات الترابية
- المندوبية السامية للتخطيط